# Inchinnan
Inchinnan är en ort i Storbritannien.   Den ligger i kommunen Renfrewshire och riksdelen Skottland, i den nordvästra delen av landet, 600 km nordväst om huvudstaden London. Inchinnan ligger 16 meter över havet och antalet invånare är 1 564.
Terrängen runt Inchinnan är varierad. Runt Inchinnan är det mycket tätbefolkat, med 2 811 invånare per kvadratkilometer. Närmaste större samhälle är Glasgow, 11,6 km öster om Inchinnan. Runt Inchinnan är det i huvudsak tätbebyggt.